# Nationalpark Sierra Nevada
Koordinaten: 37° 12′ N, 3° 15′ W

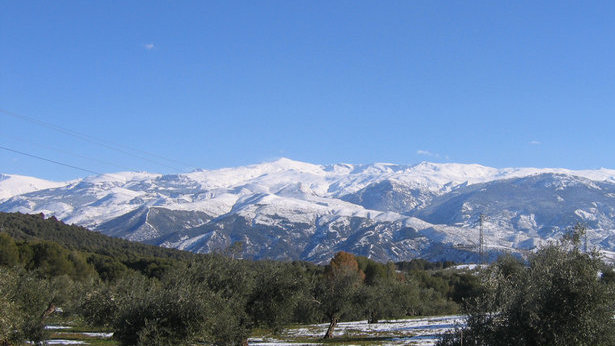
Sierra Nevada von Norden

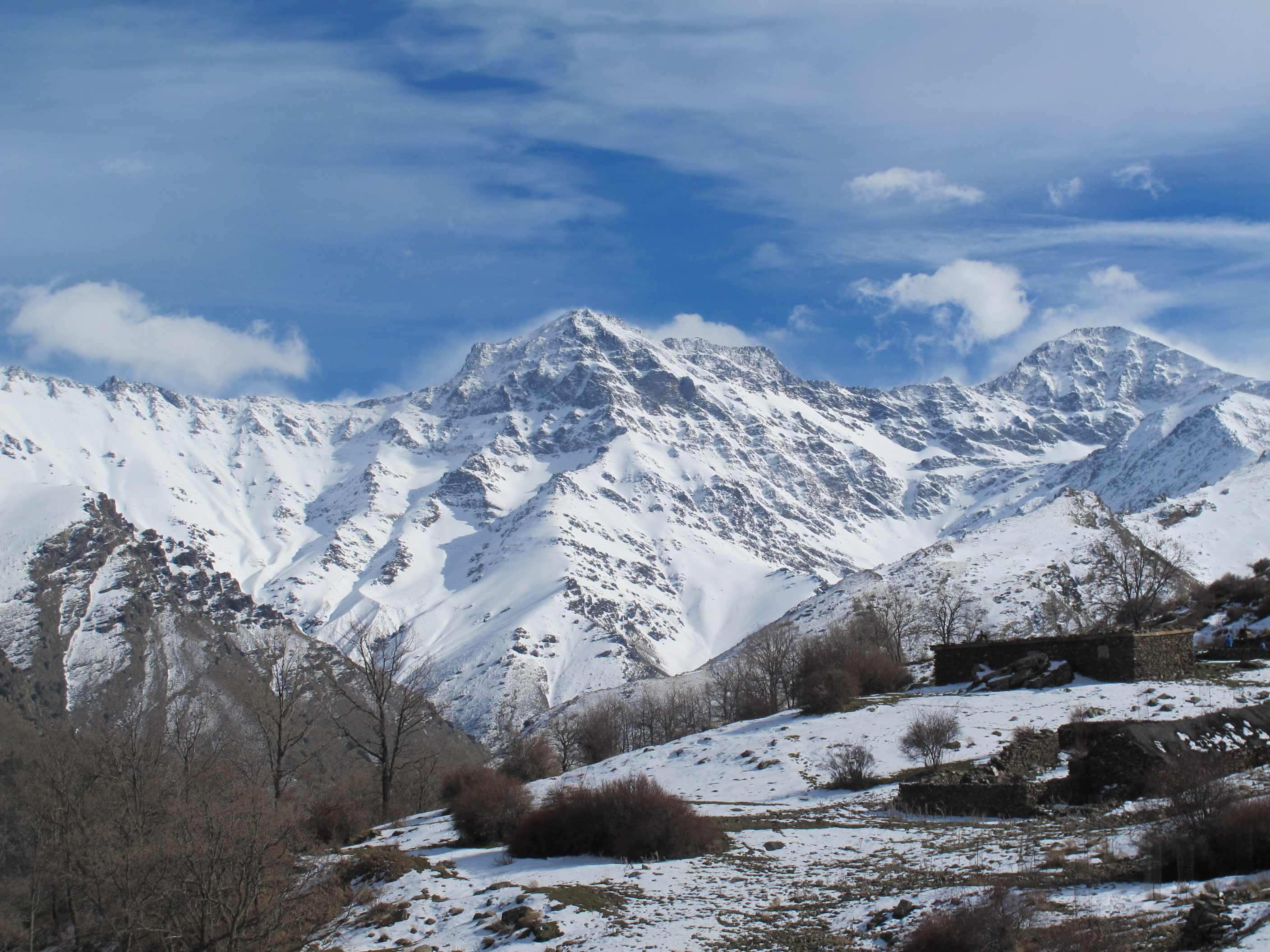
Alcazaba, Punta de la Cornisa und Mulhacén

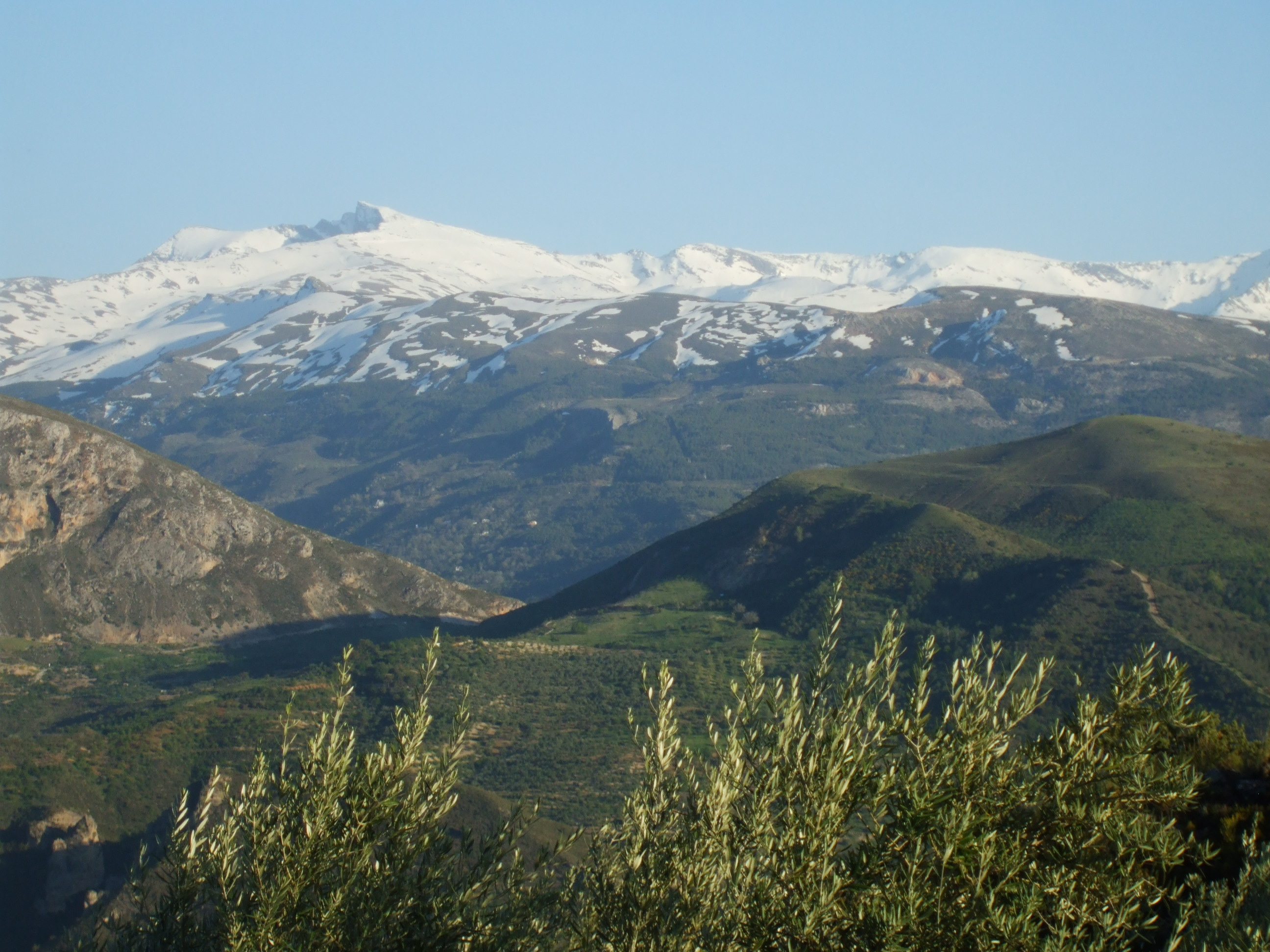
Veleta-Spitze (Pico del Veleta)

Der spanische Nationalpark Sierra Nevada spanisch Parque Nacional de Sierra Nevada schützt einen großen Teil der Sierra Nevada in den Provinzen Granada und Almería der Autonomen Gemeinschaft Andalusien. Der Nationalpark wurde am 11. Januar 1999 ausgewiesen und umfasst eine Fläche von 86.208 Hektar. Er gilt als repräsentativ für die mittleren und hohen Lagen eines Gebirges im Mittelmeerraum. Mit dem ca. 3480 m hohen Mulhacén und der ca. 6 km westlich gelegenen 3396 m hohen Veleta-Spitze liegen hier auch die höchsten Berge der Iberischen Halbinsel. Oberhalb von 2000 m fallen ca. drei Viertel der Niederschläge als Schnee. Die Winter sind kalt und die Sommer warm und trocken. Der Nationalpark Sierra Nevada ist besonders für seine reichhaltige Flora mit zahlreichen Endemiten bekannt sowie für den Bestand des Iberiensteinbocks.

## Vegetation
Im Gebiet des Nationalparks wachsen etwa 2100 verschiedene Pflanzenarten, von denen 116 als bedroht gelten. 80 Pflanzenarten sind Endemiten, sie kommen nur in der Sierra Nevada vor. In der Höhenstufe zwischen 1700 und 1900 Metern dominieren Steineichen-Wälder, stellenweise finden sich dort auch Französischer Ahorn, Schneeball-Ahorn, Portugiesische Eiche (Quercus faginea) oder die Pyrenäen-Eiche. Entlang der Flüsse stehen Schwarz-Erlen, Weiden, Eschen, Ulmen und Pappeln.
Zwischen 1900 und 2800 Meter Höhe stehen Kiefern und Spanischer Wacholder, mit zunehmender Höhe geht der Wald in Buschland (Matorral) über. Am häufigsten ist der enebral-piornal-Typ des Matorral, charakterisiert durch Wacholder (spanisch enebro) und Geißklee Cytisus purgans (spanisch piorno serrano). Charakteristisch für diese Pflanzengesellschaft sind auch die Schwingel-Art Festuca indigesta, das Sandkraut Arenaria imbricata sowie die endemischen Arten Genista versicolor, Arenaria pungens und das Fingerkraut Potentilla nevadensis.
In der Hochgebirgs-Stufe oberhalb von 2800 Metern gedeihen keine Bäume oder Sträucher mehr. Die alpinen Rasen dort können bis zu 70 % endemische Pflanzen enthalten, aber auch Pflanzen mit einer weiten Verbreitung wie den Alpen-Enzian. Auf „Borreguiles“ genannten feuchten Rasenflächen am Grund von Gletscherkaren wachsen die als Symbol des Parks geltende Wegerich-Art Plantago nivalis und das Fettkraut Pinguicula nevadensis. Auf Geröllhalden sind weitere Endemiten zu finden, wie die Veilchen-Art Viola crassiuscula oder die Steinbrech-Art Saxifraga nevadensis.

## Tierwelt
Der Iberiensteinbock ist im Nationalpark häufig und auch leicht zu beobachten. Oberhalb von 2500 Metern lebt die Schneemaus. Der Iberische Luchs kommt in der Sierra Nevada nicht mehr vor, aber die Wildkatze. 
Wegen der sommerlichen Hitze fehlen in der Sierra Nevada einige der in anderen Gebirgen Europas vorkommenden Vögel. Für viele Zugvögel ist die sich in West-Ost-Richtung erstreckende Sierra Nevada ein Hindernis, das umflogen werden muss. Im Nationalpark Sierra Nevada wurden 84 brütende Vogelarten gezählt. Neben dem Steinadler lassen sich in Hochlagen Alpenbraunelle, Steinschmätzer, Hausrotschwanz, Alpenkrähe und Steinrötel beobachten. Im subalpinen Matorral leben unter anderem Brachpieper, Feldlerche, Bluthänfling, Zippammer, Ortolan, Schwarzkehlchen und das Rothuhn.

## Besucher
In den Jahren seit der Eröffnung des Nationalparks (1999) stieg die Zahl der Besucher von jährlich ca. 250.000 auf über 700.000 an.